# 田宮勇
田宮 勇（たみや いさむ、1846年11月5日（弘化3年9月17日）- 1895年（明治28年）11月13日）は、明治期の農業経営者・政治家。衆議院議員。幼名・千太郎。号・松雨。

## 経歴
山城国綴喜郡上村（京都府綴喜郡普賢寺村大字上小字小田垣内、田辺町大字普賢寺を経て現京田辺市普賢寺）で、南山郷士、組頭、農業・田宮喜平次の長男として生まれる。相楽郡木津町の沢井石芸に師事し漢学を修めた。
1872年（明治5年9月）大区小区制の設置に伴い副区長に就任し1874年（明治7年）まで在任。1876年（明治9年）6月、西川義延の後任として地租改正事件郡総代人となり、事業終了の1877年（明治10年）7月まで務めた。
1879年（明治12年）3月、京都府会の設立に伴い議員に選出され、4期在任し、1894年（明治27年）2月まで務めた。この間、常置委員（6期）、第四組幹事、郡部会副議長、郡部会議長などに在任。自由民権運動の拡大のため、1880年（明治13年）秋、有志と綴喜郡自由懇親会を設立し、1881年（明治14年）発起人として南山義塾を設けた。この間、久世郡寺田村（現城陽市）の堤防工事の推進に尽力した。1891年（明治24年）日本赤十字社京都支部常議員となる。
1894年（明治27年）3月、第3回衆議院議員総選挙（京都府第4区、自由党）で当選し、衆議院議員に1期在任した。第4回総選挙落選後に再起を期していたが、1895年11月に脳溢血により死去した。

## 国政選挙歴
- 第1回衆議院議員総選挙（京都府第4区、1890年7月、無所属）落選[1][4]
- 第2回衆議院議員総選挙（京都府第4区、1892年2月、無所属）次点落選[1][4]
- 第3回衆議院議員総選挙（京都府第4区、1894年3月、自由党）当選[4]
- 第4回衆議院議員総選挙（京都府第4区、1894年9月、自由党）次点落選[1][5]

## 親族
- 養子 田宮貞熟（西川義延二男、西川家は勇の妻はる実家）[1]